# 鈴木純一郎
鈴木 純一郎（すずき じゅんいちろう、1868年（明治元年）8月 - 没年不詳）は、日本の工業経済学者、社会政策学者、社会問題研究者、東京（高等）工業学校講師。筆名に牛台、牛台山人がある。

## 来歴・人物
1868年（明治元年）8月、陸中国胆沢郡真城村にて生まれる。
岩手県師範学校、外国語学校を経て経済学を学び、1895年（明治28年）9月から東京工業学校において工業経済、工業簿記の講師となる。
1896年（明治29年）4月26日、社会政策の研究会（後の「社会政策学会」）の創立に参加する。
1897年（明治30年）4月、和田垣謙三と共に経済学攻究会を立ち上げる。同年8月1日に開催された労働組合期成会の期成会第一回月次会において佐久間貞一らと共に評議員に選ばれる。同年12月、鉄工組合結成に尽力する。
1898年（明治31年）6月、東京工業学校を退職。同月から農商務省の命により商業視察のため2年間アメリカ合衆国とイギリスに留学し、ロンドン大学とケンブリッジ大学で経済学や工業史等を研究する。
1899年（明治32年）11月に発会した活版工組合の名誉賛成員となる。
1900年（明治33年）11月、東京工業学校に戻り、再び工業経済を教える。
1901年（明治34年）10月、第3回東京商業学会大会講演会で「銀行検査法に就て」という題目で講演する。
1904年（明治37年）2月24日、阪井徳太郎と共に金子堅太郎の随行員として米国船サイベリア号に乗船して横浜港を発ち、3月11日にサンフランシスコ港に着く。血の日曜日事件以降、ロシア国内の社会情勢に注目した金子堅太郎の命により、ロシア自由友誼会などを通して米国内のロシア人の動向や母国観、日露戦争観などを調査する。
1906年（明治39年）10月9日、東京毛織物株式会社の発企人総会の創立委員となり、同年11月27日創立の東京毛織物株式会社の常務取締役となる。
1909年（明治42年）7月27日、日本工業協会の会員総会において評議員に選ばれる。
1911年（明治44年）9月、東京高等工業学校を退職する。

## 著書

### 単著
- 『国民要意 内地雑居心得』袋屋書店、1894年6月。NDLJP:785711。
- 『日清韓対戦実記』東生書館、1894年8月。NDLJP:773892。
- 『清国征伐軍歌』弘文館、1894年9月。

### 編著
- 『日清戦争 軍人名誉忠死列伝』尚古堂・弘文館、1894年11月。NDLJP:773984。
- 『帝国軍人文鑑』辻本尚古堂、1895年4月。NDLJP:843147。

### 校閲
- 館森鴻 編『土佐日記釈義』尚栄堂・尚古堂、1896年4月。NDLJP:888831。

### 翻訳
- クラウヂャス・ビー・パッテン 著、鈴木純一郎・池部駒男 訳『銀行事務』大倉書店、1899年11月。NDLJP:800421。
  - クラウヂャス・ビー・パッテン 著、鈴木純一郎・池部駒男 訳『銀行事務』（訂正増補第四版）大倉書店、1902年3月。NDLJP:800422。